# Ernesto Adamo Bignami
Ernesto Adamo Bignami (Milano, 24 febbraio 1903 – Bergamo, 19 luglio 1958) è stato un editore italiano.

## Biografia
Figlio di Ignazio, medico di antica origine meneghina, e di Maria Felicina Canna, di origini siciliane, dopo gli studi liceali si laureò in Lettere presso la Facoltà di Lettere e Filosofia dell'Università degli Studi di Milano nel 1925 con una tesi dal titolo "La catarsi tragica in Aristotele", poi pubblicata. Si specializzò quindi in Archivistica e Paleografia nella stessa facoltà. Nel 1927 conseguì una seconda laurea in Filosofia presso l'Università Cattolica del Sacro Cuore di Milano con una tesi dal titolo "Il concetto antiestetico e antispirituale dell'arte presso gli antichi e la posizione mediatrice della Poetica di Aristotele", anch'essa poi pubblicata.
Iniziò quindi ad insegnare nei licei statali in diverse città italiane prima di approdare, come docente di ruolo, al Liceo Ginnasio Giuseppe Parini di Milano, appassionandosi così alla pedagogia, alla didattica e all'insegnamento tanto da abbandonare man mano gli studi e le ricerche di critica e di letteratura. Tutto ciò lo portò a fondare, nel 1931, una casa editrice (dapprima sotto il nome di Casa Editrice Ernesto Bignami, poi Edizioni Bignami) dedicata alla stampa di piccoli manualetti e compendi tascabili (formato brochure) in ciascuno dei quali è sintetizzata e riassunta una data disciplina d'insegnamento redatta secondo i programmi ministeriali vigenti. Alla direzione ed all'amministrazione della nuova casa editrice, oltre a Ernesto (che si occupò solo dell'ambito socio-umanistico), contribuì pure suo fratello Lorenzo (1921-1986), ingegnere, che, dopo la morte del fratello, inserì pure le discipline scientifiche fra gli argomenti dei manuali "bignami". Ancora oggi, l'editrice ha gestione familiare. 
Morì prematuramente a Bergamo, il 19 luglio del 1958.

## Pubblicazioni
- "La catarsi tragica in Aristotele", Rivista di filosofia neo-scolastica, XVIII (1926) pp. 103-24/215-52/335-62.
- La Poetica di Aristotele e il concetto dell'arte presso gli antichi, Felice Le Monnier, Firenze, 1932.